# 938

## Родени
- Роман II, император на Византия
- Хуго Капет, крал на Франция